# هالفارد هانيفولد
هالفارد هانيفولد (Halvard Hanevold) هو لاعب أولمبي لرياضة بياثلون من النرويج. شارك في الأولمبياد الشتوي في 1998–2010، وفاز بما مجموعه 6 ميداليات.

## الميداليات
| ذهب | فضة | برونز | المجموع |
| 3   | 2   | 1     | 6       |

## روابط خارجية
- هالفارد هانيفولد على موقع IMDb (الإنجليزية)
- هالفارد هانيفولد على موقع IBU (الإنجليزية)
- هالفارد هانيفولد على موقع اللجنة الأولمبية الدولية (الإنجليزية)
- هالفارد هانيفولد على موقع أوليمبيديا (الإنجليزية)